# Nauny
Nauny (còn được viết là Nany) là một công nương sống vào thời kỳ Vương triều thứ 21 trong lịch sử Ai Cập cổ đại.

## Thân thế
Nauny chủ yếu được biết đến từ ngôi mộ TT358, vốn là nơi chôn cất của vương hậu Ahmose-Meritamun (Vương triều thứ 18). Danh hiệu của Nauny được viết trên 2 cỗ quan tài bà, được đọc là Con gái của Vua, Kỹ nữ của Amun, Công nương của Những ngôi nhà.

Theo nhà Ai Cập học Herbert Eustis Winlock, trên cả hai cỗ quan tài, tên và danh hiệu của Nauny được viết đè lên tên và danh hiệu của một người phụ nữ khác. Tên của người phụ nữ này vẫn còn sót lại ở một số chỗ, được đọc là Tentnabekhenu. Điều này đồng nghĩa với việc, 2 cỗ quan tài này ban đầu thuộc sở hữu của Tentnabekhenu. Một bức tượng thần Osiris được chôn theo Nauny có ghi rằng, bà chính là con gái của Tentnabekhenu. 

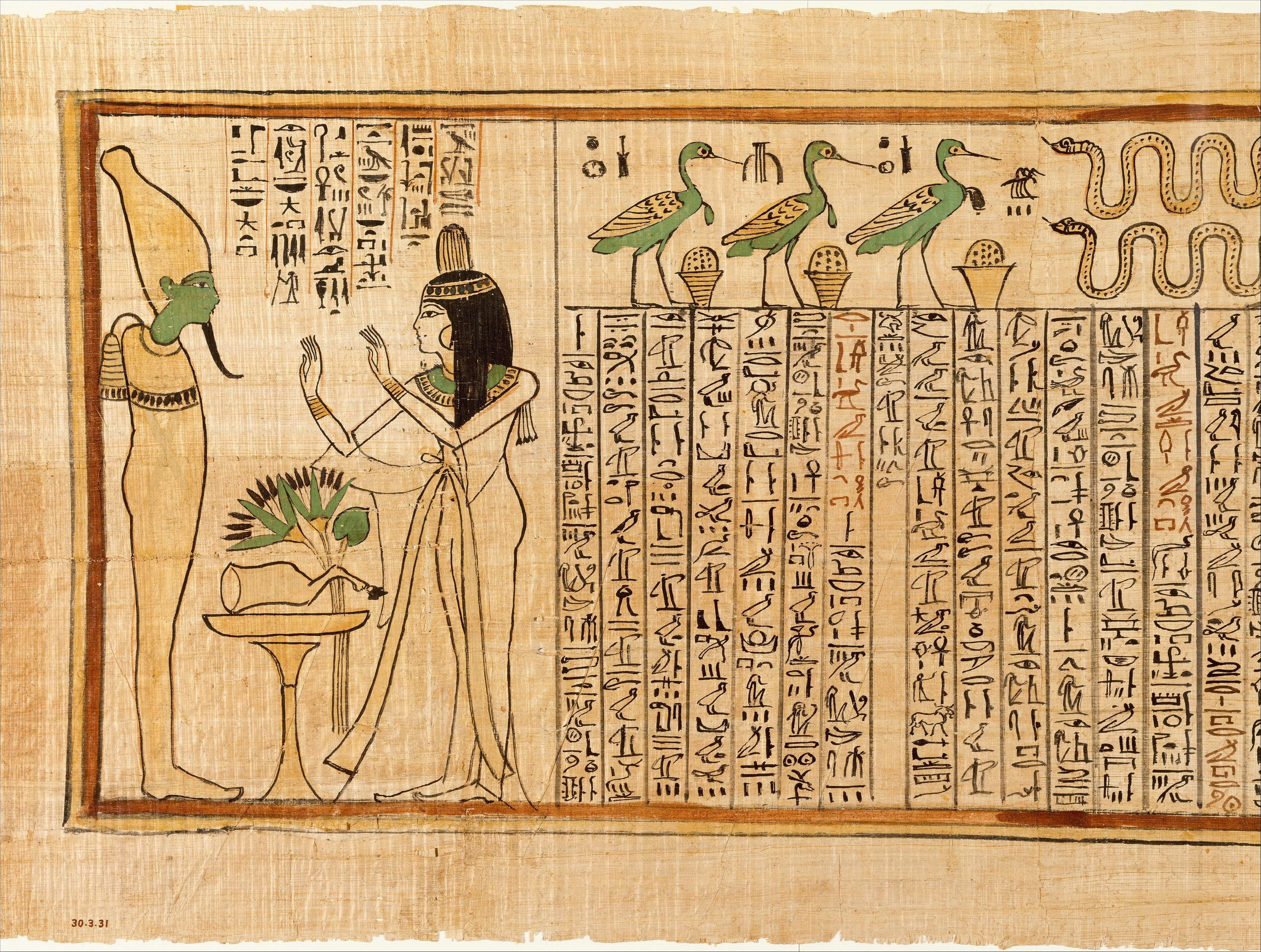
Nauny gặp thần Osiris (một cảnh trong cuộn giấy cói tang lễ).

Tentnabekhenu mang những danh hiệu tương tự như Nauny. Nếu Tentnabekhenu cũng mang danh hiệu Con gái của Vua, thì bà phải là con gái của một vị vua nào đó, có thể là Herihor.
Tên cha của Nauny không được đề cập đến. Nhà Ai Cập học Winlock đã dựa vào những chi tiết xung quanh nơi chôn cất của bà và đưa ra kết luận, cha của Nauny có thể là Pinedjem I, một Đại tư tế của Amun đã cai trị toàn bộ Thượng Ai Cập vào thời điểm đó. Winlock cho rằng, MMA 60 và Bab el-Gasus, hai hầm mộ gần TT358, là nơi chôn cất nhiều người thân của Pinedjem và các tư tế thời kỳ Vương triều thứ 21; ngoài ra, cỗ quan tài của Nauny có kiểu dáng tương tự như quan tài của Henuttawy B, con gái được chứng thực của Pinedjem I (Henuttawy được chôn tại MMA 60). Giả thuyết này nhận được sự đồng thuận cho đến hiện tại.

## An táng

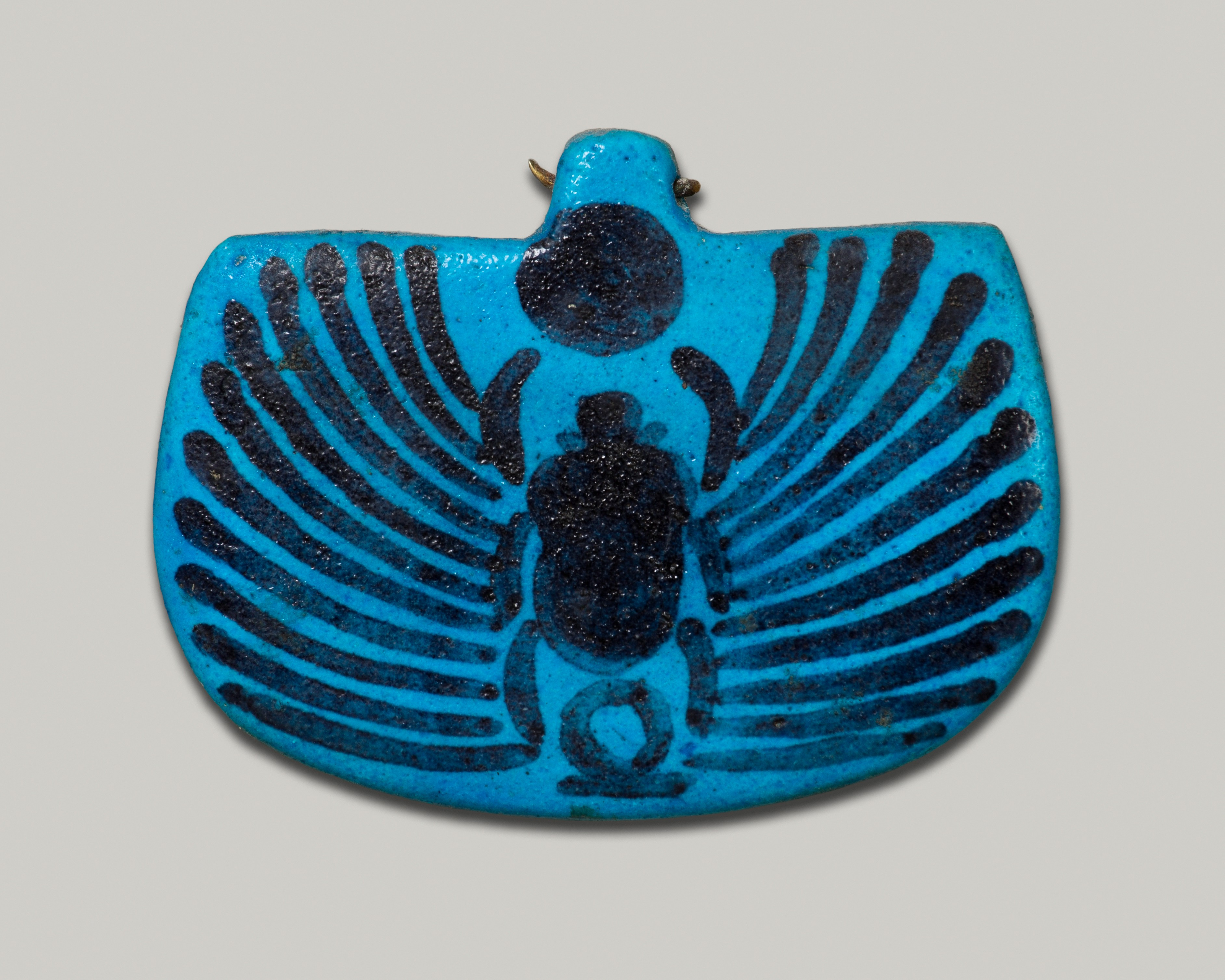
Scarab bằng sứ xanh của Nauny.

Xác ướp của Nauny đã được Winlock tìm thấy vào khoảng năm 1929 - 1930. Xác ướp sau đó đã được bác sĩ Douglas Derry và Winlock khám nghiệm. Nauny là một người béo, chỉ cao khoảng 1,47 m. Vóc dáng thấp béo như vậy lại khá tương đồng với Henuttawy B và Masaharta, hai người con khác của Pinedjem I. Nauny mất khi được khoảng 70 tuổi.
Một cuộn giấy cói trích từ Quyển sách của cái chết được cắm vào một ngăn trong bức tượng Osiris kể trên được chôn theo cùng Nauny; một cuộn giấy cói tương tự được kẹp giữa hai chân của xác ướp. Ngoài ra, những hiện vật được chôn cùng Nauny bao gồm: một con dấu scarab bằng sứ xanh (xem hình); một bộ tóc giả; một vòng hoa; 392 tượng shabti được cất giữ trong 7 rương gỗ. Những phần bằng vàng như mặt và bàn tay trên 2 cỗ quan tài đã bị trộm lấy đi.
Ngoại trừ bức tượng Osiris đang được lưu giữ tại Bảo tàng Ai Cập (số hiệu JE55146), những hiện vật kể trên đều được trưng bày tại Bảo tàng Mỹ thuật Metropolitan.